# Vescovi dell'Unione di Utrecht
La presente voce elenca in ordine cronologico di consacrazione episcopale tutti i vescovi delle Chiese membro dell'Unione di Utrecht.
Per ogni vescovo sono indicati la data di consacrazione e i nomi dei consacratori.

## Legenda
1. I vescovi incardinati in una Chiesa dell'Unione di Utrecht fin dal momento della consacrazione episcopale (anche quando ne siano in seguito fuoriusciti) sono indicati da un numero.
2. I vescovi consacrati in una Chiesa esterna all'Unione di Utrecht ed in seguito incardinati in una Chiesa membro (in qualunque ruolo: ordinari, coadiutori, suffraganei, assistenti, assistenti onorari) sono indicati con una lettera seguita da un numero (che non interrompe la numerazione ordinaria).
  - A60=Adam Jurgielewicz
  - A116=Geoffrey Rowell
  - A123=Pierre Whalon
3. I vescovi consacrati da un vescovo dell'Unione di Utrecht per una Chiesa non facente parte dell'Unione sono indicati con una lettera greca (nel caso in cui il consacratore sia stato incardinato in una Chiesa dell'Unione dopo la consacrazione o ne sia in seguito fuoriuscito, questa regola si applica solo alle consacrazioni avvenute nel periodo di appartenenza del vescovo all'Unione di Utrecht).
  - α=Chiesa episcopale in Gerusalemme e il Medio Oriente
    - George Francis Graham-Brown

  - β=Chiesa anglicana
    - Bertram Fitzgerald Simpson

  - γ=Chiesa vetero-romano-cattolica nordamericana
    - Albert Bell

  - δ=Chiesa vetero-cattolica polacca
    - Bogdan Piotr Filipowicz

  - ε=Chiesa episcopale degli Stati Uniti d'America
    - Edmond Lee Browning
    - Harold Robinson
4. I vescovi di Chiese non membro dell'Unione che abbiano partecipato a consacrazioni di vescovi dell'Unione, qualora non rientrino in uno dei casi precedenti, sono numerati con due lettere e un numero secondo il seguente schema:
  - AA=Chiesa cattolica
    - AA1=Dominique Marie Varlet

  - AB=Chiesa anglicana
    - AB1=Cosmo Lang
    - AB2=David Hamid

  - AC=Chiesa vetero-cattolica mariavita (tra il 1924 e il 2014)
    - AC1=Wacław Maria Bartłomiej Przysiecki

  - AD=Chiesa episcopale degli Stati Uniti d'America
    - AD1=John Elbridge Hines
    - AD2=Harry Kennedy
    - AD3=Lauriston Livingston Scaife
    - AD4=Frank Griswold
    - AD5=John Howe
    - AD6=Jeffrey William Rowthorn
5. I vescovi eletti ma non consacrati non sono numerati.
  - Martinus Doncker
  - I. Cerovski
  - Anton Donković

## Successioni apostoliche

### Chiesa cattolica
Rebiba-Varlet
- Cardinale Scipione Rebiba
- Cardinale Giulio Antonio Santori
- Cardinale Girolamo Bernerio, O.P.
- Arcivescovo Galeazzo Sanvitale
- Cardinale Ludovico Ludovisi
- Cardinale Luigi Caetani
- Vescovo Giovanni Battista Scanaroli
- Cardinale Antonio Barberini iuniore
- Arcivescovo Charles-Maurice le Tellier
- Vescovo Jacques Bénigne Bossuet
- Vescovo Jacques de Goyon de Matignon
- Vescovo Dominique Marie Varlet

### Chiesa anglicana
du Four-Herring
- Cardinale Vital du Four
- Arcivescovo John Stratford
- Vescovo William Edendon
- Arcivescovo Simon Sudbury
- Vescovo Thomas Brentingham
- Vescovo Robert Braybrooke
- Arcivescovo Roger Walden
- Vescovo Henry Beaufort
- Arcivescovo Thomas Bourchier
- Arcivescovo John Morton
- Vescovo Richard Fitzjames
- Arcivescovo William Warham
- Vescovo John Langlands
- Arcivescovo Thomas Cranmer
- Vescovo William Barlow
- Arcivescovo Matthew Parker
- Arcivescovo John Whitgift
- Arcivescovo Richard Bancroft
- Arcivescovo George Abbot
- Arcivescovo George Montaigne
- Arcivescovo William Laud
- Vescovo Brian Duppa
- Arcivescovo Gilbert Sheldon
- Vescovo Henry Compton
- Arcivescovo William Sancroft
- Vescovo Jonathan Trelawney
- Arcivescovo John Potter
- Arcivescovo Thomas Herring

Herring-White
- Arcivescovo Thomas Herring
- Arcivescovo Frederick Cornwallis
- Arcivescovo John Moore
- Vescovo William White

White-Tucker
- Vescovo William White
- Vescovo Thomas Church Brownell
- Vescovo Horatio Potter
- Vescovo Abram Littlejohn
- Vescovo John McKim
- Vescovo Henry St. George Tucker

Tucker-Browning
- Vescovo Henry St. George Tucker
- Vescovo John Elbridge Hines
- Vescovo Edmond Lee Browning

White-Sherrill
- Vescovo William White
- Vescovo John Henry Hopkins
- Vescovo Daniel Tuttle
- Vescovo James Perry
- Vescovo Henry Knox Sherrill

Sherrill-Allin
- Vescovo Henry Knox Sherrill
- Vescovo Arthur Lichtenberger
- Vescovo John Allin

Herring-Carey
- Arcivescovo Thomas Herring
- Arcivescovo Robert Hay Drummond
- Arcivescovo William Markham
- Arcivescovo Edward Venables Vernon Harcourt
- Arcivescovo John Bird Sumner
- Arcivescovo Archibald Campbell Tait
- Arcivescovo Edward White Benson
- Arcivescovo Randall Thomas Davidson
- Arcivescovo Cyril Garbett
- Arcivescovo Arthur Ramsey
- Arcivescovo Robert Runcie
- Arcivescovo George Carey

## 1723-1853
In questa fase non si può ancora parlare rigorosamente di vetero-cattolicesimo o di Unione di Utrecht. Tuttavia la gerarchia olandese era nei fatti separata da quella romana, e quella vetero-cattolica ne sarà la continuazione.
| N° | Immagine | Stemma | Nome                                 | Consacrato il     | Consacratori | Diocesi                    | Note  |
| -- | -------- | ------ | ------------------------------------ | ----------------- | ------------ | -------------------------- | ----- |
| 1  |          |        | Cornelius van Steenoven              | 14 ottobre 1724   | AA1          | I (LXXI) Utrecht           |       |
| 2  |          |        | Cornelius Johannes Barchman Wuytiers | 30 settembre 1725 | AA1          | II (LXXII) Utrecht         |       |
|    |          |        | Martinus Doncker                     |                   |              | I Haarlem (vescovo eletto) | [ 1 ] |

| N° | Immagine | Stemma | Nome                       | Consacrato il   | Consacratori | Diocesi              | Note |
| -- | -------- | ------ | -------------------------- | --------------- | ------------ | -------------------- | ---- |
| 3  |          |        | Theodorus van der Croon    | 28 ottobre 1734 | AA1          | III (LXXIII) Utrecht |      |
| 4  |          |        | Petrus Johannes Meindaerts | 18 ottobre 1739 | AA1          | IV (LXXIV) Utrecht   |      |

| N° | Immagine | Stemma | Nome                  | Consacrato il    | Consacratori | Diocesi    | Note |
| -- | -------- | ------ | --------------------- | ---------------- | ------------ | ---------- | ---- |
| 5  |          |        | Hieronymus de Bock    | 2 settembre 1742 | 4            | I Haarlem  |      |
| 6  |          |        | Johannes van Stiphout | 11 luglio 1745   | 4            | II Haarlem |      |

| N° | Immagine | Stemma | Nome                          | Consacrato il   | Consacratori | Diocesi    | Note |
| -- | -------- | ------ | ----------------------------- | --------------- | ------------ | ---------- | ---- |
| 7  |          |        | Bartholomeus Johannes Bĳeveld | 25 gennaio 1758 | 4            | I Deventer |      |

| N° | Immagine | Stemma | Nome                     | Consacrato il   | Consacratori | Diocesi          | Note |
| -- | -------- | ------ | ------------------------ | --------------- | ------------ | ---------------- | ---- |
| 8  |          |        | Walter van Nieuwenhuisen | 7 febbraio 1768 | 6 7          | V (LXXV) Utrecht |      |

| N° | Immagine | Stemma | Nome                | Consacrato il   | Consacratori | Diocesi     | Note |
| -- | -------- | ------ | ------------------- | --------------- | ------------ | ----------- | ---- |
| 9  |          |        | Adrian Jan Broekman | 21 giugno 1778  | 8            | III Haarlem |      |
| 10 |          |        | Nicolaus Nellemans  | 28 ottobre 1778 | 8            | II Deventer |      |

| N° | Immagine | Stemma | Nome                      | Consacrato il | Consacratori | Diocesi            | Note |
| -- | -------- | ------ | ------------------------- | ------------- | ------------ | ------------------ | ---- |
| 11 |          |        | Johannes Jacobus van Rhĳn | 5 luglio 1797 | 9 10         | VI (LXXVI) Utrecht |      |

| N° | Immagine | Stemma | Nome                 | Consacrato il   | Consacratori | Diocesi      | Note  |
| -- | -------- | ------ | -------------------- | --------------- | ------------ | ------------ | ----- |
| 12 |          |        | Johannes Nieuwenhuis | 28 ottobre 1801 | 11           | IV Haarlem   |       |
| 13 |          |        | Gisbert de Jong      | 7 novembre 1805 | 11           | III Deventer | [ 2 ] |

| N° | Immagine | Stemma | Nome              | Consacrato il  | Consacratori | Diocesi              | Note        |
| -- | -------- | ------ | ----------------- | -------------- | ------------ | -------------------- | ----------- |
| 14 |          |        | Willibrord van Os | 24 aprile 1814 | 13           | VII (LXXVII) Utrecht |             |
| 15 |          |        | Jan Bon           | 22 aprile 1819 | 14           | V Haarlem            | [ 3 ] [ 4 ] |

| N° | Immagine | Stemma | Nome                | Consacrato il    | Consacratori | Diocesi                | Note |
| -- | -------- | ------ | ------------------- | ---------------- | ------------ | ---------------------- | ---- |
| 16 |          |        | William Vet         | 12 giugno 1825   | 15           | IV Deventer            |      |
| 17 |          |        | Johannes van Santen | 13 novembre 1825 | 15 16        | VIII (LXXVIII) Utrecht |      |

| N° | Immagine | Stemma | Nome              | Consacrato il  | Consacratori | Diocesi    | Note |
| -- | -------- | ------ | ----------------- | -------------- | ------------ | ---------- | ---- |
| 18 |          |        | Henricus van Buul | 10 maggio 1843 | 17           | VI Haarlem |      |

## 1853-1870
In questa seconda fase il vetero-cattolicesimo (che assume questo nome dopo la restaurazione di una gerarchia romana ufficiale nei Paesi Bassi nel 1853 con il breve apostolico Ex qua die) rimane ancora una forma di cristianesimo esclusivamente olandese.
| N° | Immagine | Stemma | Nome            | Consacrato il  | Consacratori | Diocesi            | Note  |
| -- | -------- | ------ | --------------- | -------------- | ------------ | ------------------ | ----- |
| 19 |          |        | Hermann Heykamp | 17 luglio 1853 | 17           | V Deventer         |       |
| 20 |          |        | Henricus Loos   | 1858           | 18           | IX (LXXIX) Utrecht | [ 5 ] |

| N° | Immagine | Stemma | Nome               | Consacrato il | Consacratori | Diocesi     | Note |
| -- | -------- | ------ | ------------------ | ------------- | ------------ | ----------- | ---- |
| 21 |          |        | Lambertus de Jongh | 1862          |              | VII Haarlem |      |

## 1871-1889
Dopo il Concilio Vaticano I il vetero-cattolicesimo si diffonde in altri Paesi d'Europa (Germania, Svizzera, Impero austro-ungarico), finché il 24 settembre 1889 si arriverà alla creazione dell'Unione di Utrecht delle Chiese vetero-cattoliche con la firma della Dichiarazione di Utrecht.
| N° | Immagine | Stemma | Nome                         | Consacrato il     | Consacratori | Diocesi          | Note  |
| -- | -------- | ------ | ---------------------------- | ----------------- | ------------ | ---------------- | ----- |
| 22 |          |        | Casparus Johannes van Rinkel | 11 agosto 1873    | 19           | VIII Haarlem     | [ 6 ] |
| 23 |          |        | Joseph Hubert Reinkens       | 11 agosto 1873    | 19           | I Bonn           | [ 6 ] |
| 24 |          |        | Johannes Heykamp             | 1874              | 22           | X (LXXX) Utrecht | [ 6 ] |
| 25 |          |        | Cornelius Diependaal         | 1874              |              | VI Deventer      | [ 6 ] |
| 26 |          |        | Eduard Herzog                | 18 settembre 1876 | 23           | I Berna          | [ 6 ] |

| N° | Immagine | Stemma | Nome       | Consacrato il | Consacratori | Diocesi                                    | Note |
| -- | -------- | ------ | ---------- | ------------- | ------------ | ------------------------------------------ | ---- |
| 27 |          |        | Miloš Čech | 1888          |              | I Vienna (I Austria-Ungheria), I Varnsdorf |      |

## 1890-1909
| N° | Immagine | Stemma | Nome             | Consacrato il    | Consacratori | Diocesi                     | Note |
| -- | -------- | ------ | ---------------- | ---------------- | ------------ | --------------------------- | ---- |
| 28 |          |        | Gerardus Gul     | 11 maggio 1892   | 22 26 25 23  | XI (LXXXI) Utrecht          |      |
| 29 |          |        | Nicholas Spit    | 30 maggio 1895   |              | VII Deventer                |      |
| 30 |          |        | Theodor Weber    | 4 agosto 1895    | 26           | I Bonn (ausiliare), II Bonn |      |
| 31 |          |        | Antoni Kozłowski | 21 novembre 1897 | 26 28 30     | I Chicago                   |      |

| N° | Immagine | Stemma | Nome                 | Consacrato il     | Consacratori | Diocesi                               | Note  |
| -- | -------- | ------ | -------------------- | ----------------- | ------------ | ------------------------------------- | ----- |
| 32 |          |        | Jan Tichy            | 21 novembre 1905  | 31           | I Cechi e slovacchi negli Stati Uniti |       |
| 33 |          |        | Josef Demmel         | 1906              |              | III Bonn                              |       |
| 34 |          |        | Jacobus van Thiel    | 1906              |              | IX Haarlem                            |       |
| 35 |          |        | Franciszek Hodur     | 29 settembre 1907 | 28 34 29     | I Diocesi centrale, I PNKK            |       |
| 36 |          |        | Arnold Harris Mathew | 28 aprile 1908    | 28 34 29 33  | I Londra                              | [ 7 ] |

## 1909-1910
Nel 1909 la Chiesa mariavita entrò a far parte dell'Unione di Utrecht; l'adesione durò solo fino al 1924.
| N° | Immagine | Stemma | Nome                      | Consacrato il  | Consacratori   | Diocesi     | Note |
| -- | -------- | ------ | ------------------------- | -------------- | -------------- | ----------- | ---- |
| 37 |          |        | Jan Maria Michał Kowalski | 5 ottobre 1909 | 28 34 29 33 36 | I Mariaviti |      |

| N° | Immagine | Stemma | Nome                           | Consacrato il    | Consacratori | Diocesi           | Note  |
| -- | -------- | ------ | ------------------------------ | ---------------- | ------------ | ----------------- | ----- |
| 38 |          |        | Ralph Whitman                  | 8 giugno 1910    | 36           | I Llanthony Abbey | [ 8 ] |
| 39 |          |        | Herbert Ignatius Beale         | 13 giugno 1910   | 36           |                   |       |
| 40 |          |        | Arthur William Howarth         | 13 giugno 1910   | 36           |                   |       |
| 41 |          |        | Leon Maria Andrzej Gołębiowski | 4 settembre 1910 | 37 28 34     | I Slesia-Łódz     |       |
| 42 |          |        | Roman Maria Jakub Próchniewski | 4 settembre 1910 | 37 28 34     | I Varsavia-Płock  |       |

## 1910-1924
Il 29 ottobre 1910 Arnold Harris Mathew lasciò l'Unione di Utrecht con tutta la Chiesa vetero-cattolica britannica, andando a gettare le basi di quella che sarà la Chiesa vetero cattolica romana.
| N° | Immagine | Stemma | Nome                                    | Consacrato il     | Consacratori | Diocesi                                           | Note  |
| -- | -------- | ------ | --------------------------------------- | ----------------- | ------------ | ------------------------------------------------- | ----- |
| 43 |          |        | Georg Moog                              | 16 marzo 1912     |              | II Bonn (ausiliare), I Bonn (coadiutore), IV Bonn | [ 9 ] |
| 44 |          |        | Nicolaas Prins                          | 1912              |              | X Haarlem                                         |       |
| 45 |          |        | Henricus Johannes Theodorus van Vlijmen | 21 settembre 1916 | 28 26        | XI Haarlem                                        |       |

| N° | Immagine | Stemma | Nome                                   | Consacrato il     | Consacratori | Diocesi                                                                 | Note   |
| -- | -------- | ------ | -------------------------------------- | ----------------- | ------------ | ----------------------------------------------------------------------- | ------ |
| 46 |          |        | Franciscus Kenninck                    | 28 aprile 1920    | 45 26 43     | XII (LXXXII) Utrecht                                                    |        |
| 47 |          |        | Wawrzyniec Ignacy Ksawery Rostworowski | 4 ottobre 1923    | 37           | I Lublino-Podlachia                                                     |        |
| 48 |          |        | Marc Kalogjerá                         | 25 febbraio 1924  | 46           | I Zagabria                                                              |        |
| 49 |          |        | Leon Grochowski                        | 17 agosto 1924    | 35           | II Polonia (PNKK), I Diocesi occidentale, II PNKK, III Diocesi centrale |        |
| 50 |          |        | Francis Bończak                        | 17 agosto 1924    | 35           | I Polonia (PNKK)                                                        |        |
| 51 |          |        | Valentine Gawrychowski                 | 17 agosto 1924    | 35           |                                                                         |        |
| 52 |          |        | John Gritenas                          | 17 agosto 1924    | 35           | I Lituani USA                                                           |        |
| 53 |          |        | Adolf Küry                             | 14 settembre 1924 | 46           | II Berna                                                                | [ 10 ] |
| 54 |          |        | Alois Pašek                            | 14 settembre 1924 | 46           | II Varnsdorf (I Cecoslovacchia)                                         |        |

## 1925-1930
| N° | Immagine | Stemma | Nome                       | Consacrato il     | Consacratori | Diocesi                  | Note |
| -- | -------- | ------ | -------------------------- | ----------------- | ------------ | ------------------------ | ---- |
| 55 |          |        | Adalbert Schindelar        | 1º settembre 1925 | 53 43 54     | II Vienna (II Austria)   |      |
| 56 |          |        | Robert Tüchler             | 1928              | 54           | III Vienna (III Austria) |      |
| 57 |          |        | Jan Zenon Jasiński         | 7 giugno 1928     | 35           | I Buffalo-Pittsburgh     |      |
| 58 |          |        | Johannes Hermannus Berends | 29 settembre 1929 | 46           | VIII Deventer            |      |

| N° | Immagine | Stemma | Nome            | Consacrato il  | Consacratori | Diocesi            | Note   |
| -- | -------- | ------ | --------------- | -------------- | ------------ | ------------------ | ------ |
| 59 |          |        | Władysław Faron | 30 giugno 1930 | 35 49 57     | III Polonia (PNKK) | [ 11 ] |

## 1931-1965
Nel 1931 l'Unione di Utrecht e la Chiesa anglicana entrano in piena comunione tramite gli Accordi di Bonn.
| N°  | Immagine | Stemma | Nome                        | Consacrato il    | Consacratori | Diocesi                     | Note   |
| --- | -------- | ------ | --------------------------- | ---------------- | ------------ | --------------------------- | ------ |
| α   |          |        | George Francis Graham-Brown | 24 giugno 1932   | AB1 45 58    |                             | [ 12 ] |
| β   |          |        | Bertram Fitzgerald Simpson  | 24 giugno 1932   | AB1 45 58    |                             | [ 13 ] |
|     |          |        | Ivan Cerovski               | -                | -            | Zagabria (vescovo eletto)   | [ 14 ] |
|     |          |        | Anton Donković              | -                | -            | Zagabria (vescovo eletto)   | [ 14 ] |
| A60 |          |        | Adam Jurgielewicz           | 1934             | 59           |                             | [ 15 ] |
| 61  |          |        | Jan Perkowski               | 1934             | 59           | Brasile (PNKK, missionario) |        |
| 62  |          |        | Erwin Kreuzer               | 8 maggio 1935    | 53 45 58     | V Bonn                      |        |
| 63  |          |        | John Misiaszek              | 26 agosto 1936   |              | II Diocesi centrale         |        |
| 64  |          |        | Joseph Padewski             | 26 agosto 1936   |              | IV Polonia (PNKK)           |        |
| 65  |          |        | Joseph Lesniak              | 16 novembre 1937 |              | Diocesi orientale           |        |
| 66  |          |        | Andreas Rinkel              | 15 giugno 1937   | 58           | XIII (LXXXIII) Utrecht      |        |
| γ   |          |        | Albert Bell                 | 1939             | 62           |                             | [ 16 ] |

| N° | Immagine | Stemma | Nome                 | Consacrato il    | Consacratori | Diocesi                | Note |
| -- | -------- | ------ | -------------------- | ---------------- | ------------ | ---------------------- | ---- |
| 67 |          |        | Engelbert Lagerwey   | 12 novembre 1941 | 66           | IX Deventer            |      |
| 68 |          |        | Jacobus van der Oord | 1945             | 66           | XII Haarlem            |      |
| 69 |          |        | Otto Steinwachs      | 1947             | 66 67 68     | III Bonn (ausiliare)   |      |
| 70 |          |        | Stefan Török         | 1947             |              | IV Vienna (IV Austria) |      |

| N° | Immagine | Stemma | Nome                    | Consacrato il    | Consacratori | Diocesi                                                                                            | Note   |
| -- | -------- | ------ | ----------------------- | ---------------- | ------------ | -------------------------------------------------------------------------------------------------- | ------ |
| 71 |          |        | Johann Josef Demmel     | 1951             |              | II Bonn (coadiutore), VI Bonn                                                                      |        |
| 72 |          |        | Joseph Soltysiak        | 23 aprile 1952   |              | Diocesi orientale                                                                                  |        |
| 73 |          |        | Eugeniusz Kriegelewicz  | 11 dicembre 1952 | 42 AC1 A60   | V Polonia (I Polonia KPK)                                                                          | [ 19 ] |
| 74 |          |        | Julian Pękala           | 11 dicembre 1952 | 43 AC1 A60   | V Polonia (I Polonia KPK), VI Polonia (II Polonia KPK), I Breslavia, VIII Polonia (IV Polonia KPK) |        |
| 75 |          |        | Thaddeus Zielinski      | 2 settembre 1954 |              | II Buffalo-Pittsburgh, III PNKK                                                                    |        |
| 76 |          |        | Joseph Kardaś           | 2 settembre 1954 |              | II Diocesi occidentale                                                                             |        |
| 77 |          |        | Urs Küry                | 1955             | 46           | III Berna, I Basilea (I Svizzera (emerito))                                                        | [ 20 ] |
| 78 |          |        | Heinrich Bernauer       | 1957             |              | I Vienna (I Austria, coadiutore)                                                                   |        |
| δ  |          |        | Bogdan Piotr Filipowicz | 1958             | A60          | | [ 21 ] |
| 79 |          |        | Francis Rowinski        | 9 maggio 1959    |              | III Diocesi occidentale, IV Buffalo-Pittsburgh, IV PNKK                                            |        |
| 80 |          |        | Maksymilian Rode        | 5 luglio 1959    |              | VII Polonia (III Polonia KPK)                                                                      |        |
| 81 |          |        | Petrus Jans             | 1959             |              | X Deventer                                                                                         |        |

| N° | Immagine | Stemma | Nome          | Consacrato il  | Consacratori | Diocesi                        | Note |
| -- | -------- | ------ | ------------- | -------------- | ------------ | ------------------------------ | ---- |
| 82 |          |        | Vilim Huzjak  | 1961           | 66           | II Zagabria                    |      |
| 83 |          |        | Eugene Magyar | 29 giugno 1963 |              | II Cechi e Slovacchi negli USA |      |

## 1965-2003
Nel 1965 l'Unione di Utrecht e la Chiesa filippina indipendente entrarono in piena comunione.
| N° | Immagine | Stemma | Nome                | Consacrato il    | Consacratori | Diocesi                                                                       | Note   |
| -- | -------- | ------ | ------------------- | ---------------- | ------------ | ----------------------------------------------------------------------------- | ------ |
| 84 |          |        | Josef Brinkhues     | 1966             |              | III Bonn (coadiutore), VII Bonn                                               | [ 22 ] |
| 85 |          |        | Tadeusz Majewski    | 20 luglio 1966   | 49           | I Varsavia, IX Polonia (V Polonia KPK)                                        |        |
| 86 |          |        | Franciszek Koc      | 1966             |              | II Breslavia                                                                  |        |
| 87 |          |        | Gerhardus van Kleef | 1967             |              | XIII Haarlem                                                                  |        |
| ε  |          |        | Edmond Lee Browning | 5 gennaio 1968   | AD1 79 AD2   |                                                                               | [ 25 ] |
| 88 |          |        | Anthony Rysz        | 26 giugno 1968   | 49 75 79     | Diocesi centrale (coadiutore), IV Diocesi centrale                            |        |
| 89 |          |        | Walter Slowakiewicz | 26 giugno 1968   | 49 75 79     | Vescovo missionario, Diocesi orientale                                        |        |
| 90 |          |        | Joseph Nieminski    | 26 giugno 1968   | 49 75 79     | I Diocesi canadese                                                            |        |
| 91 |          |        | Augustin Podolak    | 15 dicembre 1968 | 66           | III Varnsdorf (II Cecoslovacchia), III Varnsdorf (I Repubblica ceca), I Praga | [ 26 ] |
| δ  |          |        | Harold Robinson     | 1968             | AD1 AD3 75   |                                                                               | [ 28 ] |

| N°  | Immagine | Stemma | Nome                    | Consacrato il    | Consacratori | Diocesi                                                         | Note   |
| --- | -------- | ------ | ----------------------- | ---------------- | ------------ | --------------------------------------------------------------- | ------ |
| 92  |          |        | Ludwig Paulitschke      | 1970             |              | I Linz (I Austria, ausiliare)                                   |        |
| 93  |          |        | Marinus Kok             | 9 novembre 1970  | 66           | XIV (LXXXIV) Utrecht                                            |        |
| 94  |          |        | Walerian Kierzkowski    | 1971             |              | III Breslavia                                                   |        |
| 95  |          |        | Daniel Cyganowski       | 30 novembre 1971 | 75 88 79     | III Buffalo-Pittsburgh                                          |        |
| 96  |          |        | Léon Gauthier           | 1972             |              | IV Berna                                                        |        |
| 97  |          |        | Walter Streit           | 1972             |              | I Vienna (I Austria, amministratore)                            |        |
| 98  |          |        | Nikolaus Hummel         | 12 aprile 1975   | 93 92 77 96  | V Vienna (V Austria)                                            |        |
| 99  |          |        | Tomasz Gnat             | 30 novembre 1978 | 79 75 88 90  | Diocesi orientale                                               | [ 29 ] |
| 100 |          |        | Joseph Zawistowski      | 30 novembre 1978 | 79 75 88 90  | IV Diocesi occidentale                                          |        |
| 101 |          |        | Jan Swantek             | 30 novembre 1978 | 79 75 88 90  | V Buffalo-Pittsburgh, V PNKK                                    |        |
| 102 |          |        | Jerzy Szotmiller        | 29 luglio 1979   | 85 79 90 80  | I Cracovia-Częstochowa, I Cracovia-Częstochowa (amministratore) |        |
| 103 |          |        | Antonius Jan Glazemaker | 8 dicembre 1979  | 93           | XI Deventer, XV (LXXXV) Utrecht                                 |        |

| N°  | Immagine | Stemma | Nome               | Consacrato il   | Consacratori | Diocesi                                                          | Note   |
| --- | -------- | ------ | ------------------ | --------------- | ------------ | ---------------------------------------------------------------- | ------ |
| 104 |          |        | Wiktor Wysoczański | 5 giugno 1983   | 93           | I Varsavia (coadiutore), II Varsavia, X Polonia (VI Polonia KPK) |        |
| 105 |          |        | Sigisbert Kraft    | 6 ottobre 1985  |              | VIII Bonn                                                        | [ 30 ] |
| 106 |          |        | Hans Gerny         | 26 ottobre 1986 | 103          | V Berna                                                          |        |
| 107 |          |        | Wiesław Skołucki   | 27 maggio 1987  | 85 103 80    | IV Breslavia                                                     |        |
| 108 |          |        | Zygmunt Koralewski | 27 maggio 1987  | 85 103 80    | I Breslavia (suffraganeo)                                        |        |
| 109 |          |        | Teunis Horstman    | 1987            |              | XIV Haarlem                                                      |        |

| N°   | Immagine | Stemma | Nome                        | Consacrato il     | Consacratori | Diocesi | Note   |
| ---- | -------- | ------ | --------------------------- | ----------------- | ------------ | --- | ------ |
| 110  |          |        | Thaddeus Peplowski          | 30 novembre 1990  |              | VI Buffalo-Pittsburgh | [ 29 ] |
| 111  |          |        | Ernst Hammerschmidt         | luglio 1991       |              | II Vienna (II Austria, coadiutore) | [ 19 ] |
| 112  |          |        | Robert Nemkovich            | 18 ottobre 1993   | 101 99       | V Diocesi occidentale, VI PNKK | [ 29 ] |
| 113  |          |        | Joseph Tomczyk              | 18 ottobre 1993   |              | |        |
| 114  |          |        | Franz Warnung               | 1994              |              | III Vienna (III Austria, coadiutore) |        |
| 115  |          |        | Bernhard Heitz              | 18 dicembre 1994  |              | VI Vienna (VI Austria) |        |
| A116 |          |        | Geoffrey Rowell             | 1994              |              | Basingstoke (suffraganeo), III Gibilterra in Europa (XV Gibilterra), Bonn (assistente onorario), I Praga (I Repubblica ceca, coadiutore) |        |
| 117  |          |        | Joachim Vobbe               | 25 marzo 1995     |              | IX Bonn | [ 31 ] |
| 118  |          |        | Jan Lambert Wirix-Speetjens | 15 maggio 1995    |              | XV Haarlem |        |
| 119  |          |        | Dušan Hejbal                | 27 settembre 1997 | 115          | II Praga (II Repubblica ceca) |        |
| 120  |          |        | Jan Dawidziuk               | 30 novembre 1999  | 101 99 112   | VI Diocesi occidentale | [ 29 ] |
| 121  |          |        | Casimir Grotnik             | 30 novembre 1999  | 101 99 112   | V Diocesi centrale |        |

| N°   | Immagine | Stemma | Nome              | Consacrato il    | Consacratori | Diocesi                                                                                                | Note |
| ---- | -------- | ------ | ----------------- | ---------------- | ------------ | --- | ---- |
| 122  |          |        | Joris Vercammen   | 1º luglio 2000   | 118 104 117  | XVI (LXXXVI) Utrecht                                                                                   |      |
| A123 |          |        | Pierre Whalon     | 18 novembre 2001 | AD4 AD5 AD6  | Europa (Chiesa episcopale), XII Gibilterra in Europa (assistente onorario), Bonn (assistente onorario) |      |
| 124  |          |        | Fritz-René Müller | 9 maggio 2002    | 122          | VI Berna                                                                                               |      |

## Dal 2004
| N°  | Immagine | Stemma | Nome                 | Consacrato il     | Consacratori | Diocesi                  | Note   |
| --- | -------- | ------ | -------------------- | ----------------- | ------------ | ------------------------ | ------ |
| 125 |          |        | John Ekemenzie Okoro | 2 febbraio 2008   | 122 119 124  | VII Vienna (VII Austria) | [ 35 ] |
| 126 |          |        | Dirk Schoon          | 29 giugno 2008    | 122 119 AB2  | XVI Haarlem              |        |
| 127 |          |        | Harald Rein          | 12 settembre 2009 | 122 126 104  | VII Berna                |        |

| N°  | Immagine | Stemma | Nome                    | Consacrato il    | Consacratori | Diocesi                         | Note |
| --- | -------- | ------ | ----------------------- | ---------------- | ------------ | ------------------------------- | ---- |
| 128 |          |        | Matthias Ring           | 20 marzo 2010    | 117 122 126  | X Bonn                          |      |
| 129 |          |        | Heinz Lederleitner      | 13 febbraio 2016 | 122          | VIII Vienna (VIII Austria)      |      |
| 130 |          |        | Pavel Benedikt Stránský | 1º aprile 2017   | 122          | III Praga (III Repubblica ceca) |      |